# Cola da Caprarola

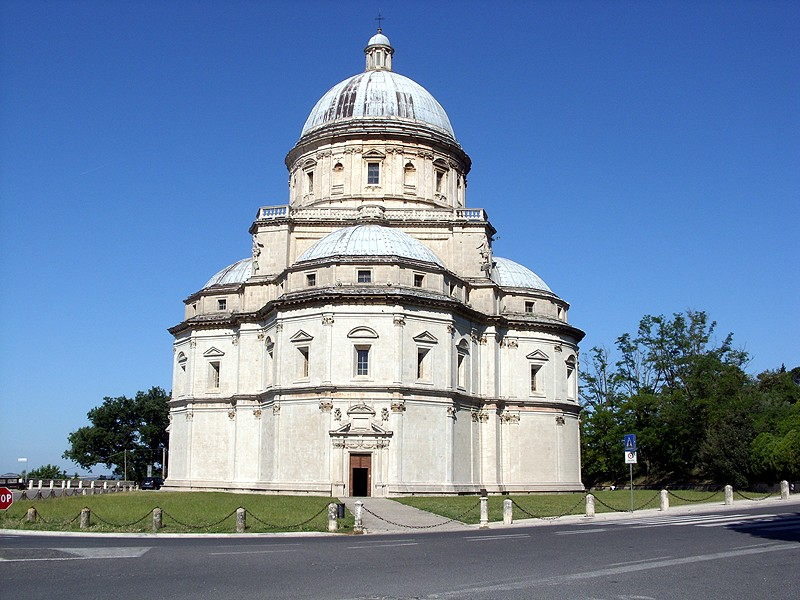
Cola da Caprarola, Igreja da Consolação, Todi (Itália), 1495-1518. Documenta um tema característico da Renascença, o
edifício de planta centrada, absolutamente simétrico
em relação a um único ponto, colocado ao centro.

Cola di Matteuccio da Caprarola (Caprarola , província de Viterbo, antes de 1494 – Porto Ercole depois de 1519) foi um arquiteto e carpinteiro italiano ativo na Itália central entre 1494 e 1519..